# بریستول ۴۰۳
بریستول ۴۰۳ (Bristol ۴۰۳) خودرویی است که در سال‌های ۱۹۵۳–۱۹۵۵>۲۸۷ unitsتولید شده‌است.
این خودرو در کلاس سدان اسپورت قرار گرفته، طراحی آن خودروهای موتور جلو-محور عقب بوده طول آن در حالت طبیعی ۱۵ فوت ۱۱٫۵ اینچ (۴٬۸۶۴ میلیمتر) و عرض آن در حالت طبیعی ۵ فوت ۷ اینچ (۱٬۷۰۲ میلیمتر) و وزن آن در حالت طبیعی ۲٬۷۸۸ پوند (۱٬۲۶۵ کیلوگرم) است.
موتور آن ۱۹۷۱ سی‌سی سیستم جعبه‌دندهٔ آن ۴ دنده به صورت دستی است.